# Bayota
Bayota is een plaats in het district Doda van het Indiase unieterritorium Jammu en Kasjmir.

## Demografie
Volgens de volkstelling uit 2011 heeft Bayota een populatie van 3.556, waarvan 1.859 mannen en 1.697 vrouwen. Onder hen waren 640 kinderen met een leeftijd tussen de 0 en 6 jaar. De plaats had in 2011 een alfabetiseringsgraad van 57,99%. Onder mannen bedroeg dit 73,87% en onder vrouwen 40,53%.